# امای نورماندی
امای نورماندی (به انگلیسی: Emma of Normandy) ملقب به «مروارید نورماندی» (درگذشتهٔ ۱۰۵۲) ملکه انگلستان به‌واسطهٔ ازدواجش با اتلرد دوم و کانوت، پادشاهان وقت آن سرزمین بود. او همچنین نقش مهمی در اوضاع مغشوش جانشینی تاج و تخت انگلستان در فاصلهٔ ۱۰۱۶ تا ۱۰۶۶ داشت.

## زندگی‌نامه
اما دختر ریچارد یکم، دوک نورماندی بود و به‌خاطر زیباییش به «مروارید نورماندی» شهرت داشت. او در اوایل زندگی‌اش در ۱۰۰۲ به همسری اتلرد دوم (ملقب به اتلرد بدفهم)، پادشاه انگلستان درآمد. کمی بعد آن‌ها صاحب نخستین فرزند پسرشان شدند و او را ادوارد نامیدند.
در ۱۰۱۳ اسوین، شاه دانمارک به انگلستان حمله کرد و اتلرد و اما مجبور به گریختن از کشور شدند. اتلرد خود در آبخوست وایت پناه جست و اِما، ادوارد و پسر کوچکترشان آلفرد را به نورماندی پیش ریچارد دوم، دوک نورماندی، برادر اِما فرستاد. در آنجا ریشار به خوبی از آنان استقبال کرد و اتلرد نیز مدتی بعد در اواسط ژانویهٔ ۱۰۱۴ به خانواده‌اش در نورماندی پیوست. سه هفتهٔ بعد اسوین درگذشت و اتلرد برای بازپس‌گیری تاج و تختش به انگلستان بازگشت.
اتلرد در ۱۰۱۶ درگذشت و امای نورماندی خواست تا پسر خردسالش ادوارد را بر تخت نشاند، اما با ادموند، پسر بزرگ اتلرد از همسر اولش روبرو شد و بار دیگر همراه با فرزندانش به نورماندی بازگشت. ادموند در آوریل ۱۰۱۶ بر تخت نشست و چند ماه بعد در نوامبر همان سال درگذشت. در برخی منابع نیز آمده‌است که او در ۱۰۱۷ در آکسفورد به‌قتل رسید. پس از او کانوت، پسر اسوین اول دانمارک بر تخت پادشاهی انگلستان نشست. اما ریچارد دوم که پادشاهی را حق خواهرزادگانش ادوارد و آلفرد می‌دانست ناوگان عظیمی را برای حمله به انگلستان فرستاد که در راه گرفتار طوفان شده و تقریباً نابود شد. با این حال او درصدد بود تا حملهٔ دیگری را تدارک ببیند. در مقابل دانمارکی‌ها که ریچارد دوم را خطری برای خود می‌دانستند درصدد دوستی با او برآمدند و در نتیجه، کانوت سفیری را به نورماندی فرستاد و تقاضای ازدواج با اما را مطرح نمود. ریچارد تقاضای ازدواج او را پذیرفت و این بار بدون توجه به حقوق خواهرزادگانش، چنین شرط کرد که فرزند حاصل از این ازدواج باید جانشین کانوت در انگلستان شود.
اِما سپس بدون فرزندانش به انگلستان بازگشت و در ژوئیهٔ ۱۰۱۷ با کانوت ازدواج نمود. آن‌ها صاحب دو فرزند شدند که هاردیکانوت و گونهیلدر نامشان نهادند. کانوت در ۱۰۳۵ درگذشت و طبق وصیتش باید هاردیکانوت جانشین او می‌شد. اما پسر نامشروعش هارولد پاخرگوشی مدعی تاج و تخت شد و پس از قتل آلفرد، پسر کوچکتر اِما که به انگلستان بازگشته بود خود در ۱۰۳۷ به‌عنوان پادشاه جدید تاجگذاری کرد.
با این حال اِمای نورماندی که از حمایت نجیب‌زادگان قدرتمند وسکس برخوردار بود و در غیاب پسرش ادارهٔ امور را در دست داشت تلاش بسیار نمود تا هارولد را به نفع هاردیکانوت از قدرت برکنار سازد، اما در نهایت مجبور به فرار و پناه‌جویی در فلاندرز شد. در آنجا هاردیکانوت نیز به او پیوست و آن دو ناوگانی متشکل از ۶۰ کشتی جنگی را گردآورده و آمادهٔ حمله به انگلستان شدند. اما هارولد در ۱۷ مارس ۱۰۴۰ درگذشت و هاردیکانوت که دیگر نیازی به لشکرکشی نداشت به انگلستان رفت و بر تخت پادشاهی نشست.
هاردیکانوت سپس به‌دنبال برادر ناتنیش ادوارد، پسر بزرگ اِما فرستاد که فوراً به انگلستان بازگشت و چنین بر می‌آید که هاردیکانوت او را جانشین خود ساخت. ۲ سال بعد هاردیکانوت در ژوئن ۱۰۴۲ درگذشت و ادوارد بر تخت پادشاهی انگلستان نشست. نخستین کار او پس از در دست گرفتن قدرت رفتن به اقامتگاه مادرش امای نورماندی در وینچستر بود. در آنجا او نه تنها تمامی گنجینه‌های مادرش را مصادره کرد، بلکه دام‌ها و محصول ذرتش را نیز به زور از او گرفت. حتی بنا بر نوشته‌ای ادوارد با پاپوش دوختن برای مادرش درصدد نابود کردن کامل او برآمد اما اِما با اثبات بی‌گناهیش توانست خود را آزاد سازد. در «تاریخنامهٔ آنگلوساکسون» چنین آمده‌است که این رفتار ادوارد با مادرش ناشی از احساس نادیده گرفته‌شدنش توسط اما در دوران کودکیش بود.
اِما در دوران زندگیش پشتیبان سخاوتمند کلیساها و صومعه‌هایی همچون آن دسته از آنان در وینچستر، آلای و رمزی بود و به کلیساهای برمن (در آلمان) و پواتیه (در فرانسه) نیز کمک مالی می‌کرد. امای نورماندی سرانجام در ۱۰۵۲ درگذشت.